# Lista 14

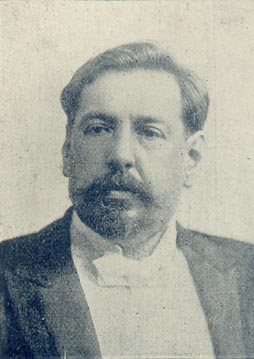
Don José Batlle y Ordoñez, Presidente de la República, fundador de la Lista 14 y de la agrupación Vanguardia Batllista a principios del.

Vanguardia Batllista, identificada con el número de Lista 14, fue una agrupación política de Uruguay de orientación socialdemócrata que estuvo liderada hasta comienzos del año 2009 por el Dr. Alberto Scavarelli, y participó en el sistema político uruguayo dentro del Partido Colorado hasta las elecciones internas de ese año.

## Historia
La lista fue fundada por uno de los más importantes Presidentes que ha tenido el Uruguay en su historia José Batlle y Ordoñez.
Fue el mismo José Batlle y Ordoñez quien fundara también en su momento la agrupación política Vanguardia Batllista cuya identificación original era con la Lista 5.
Sus hijos César y Lorenzo Batlle Pacheco continuaron muy activamente la actuación en política en representación de esta agrupación; si bien muchas veces el relacionamiento con otros grupos colorados fue particularmente conflictivo, sobre todo con la Lista 15 liderada por su primo Luis Batlle Berres y continuada después por el hijo de éste, Jorge Batlle Ibáñez.
Tras décadas de escasa o nula actividad esta agrupación política resurge en su segunda época de existencia institucional en el seno del Foro Batllista en torno al Grupo de análisis Político, un centro de estudios y diagnóstico de la situación política, económica y social de la realidad uruguaya y latinoamericana que cuenta en la actualidad con una publicación digital llamada Opiniones de Vanguardia con corresponsalías en varios países de América y Europa.
Desde su relanzamiento "Vanguardia Batllista" fue asociada a la tradicional Lista 14 y con ella se presentó a las elecciones internas de 1999 hasta 2009 dentro del Sub-Lema "Foro Batllista", cuando la agrupación deja de existir dentro del Partido Colorado. 
A nivel nacional esta Vanguardia Batllista, Lista 14, luego de definidas las candidaturas internas por cada partido en las elecciones internas simultáneas y obligatorias se integra al igual que las demás agrupaciones integrantes del sublema Foro Batllista a la lista 2000.
Para las elecciones nacionales de 2014 sus integrantes son dejados en libertad de acción, pasando la amplia mayoría de los mismos a apoyar la fórmula presidencial del Frente Amplio junto al conductor de la agrupación el Dr. Alberto Scavarelli. Tanto la denominación "Vanguardia Batllista" como el número de lista fueron dejadas dentro del Partido Colorado
Durante el periodo 2000-2005 esta agrupación contó con representación legislativa en el parlamento uruguayo, en el marco del sublema "Foro Batllista" del Partido Colorado, banca ocupada por el Dr. Alberto Scavarelli.